# Vlasta Arnold
Vlasta Arnold (1896. − 1963.), djelatnica u vrhu organizacije hrvatskih katoličkih žena, te je u najužem krugu rukovodstva. Kći poznatog hrvatskog pjesnika i intelektualca sveučilišnog profesora dr. Gjure Arnolda.

## Životopis
Rodila se je 1896. godine u poznatoj obitelji intelektualaca. 1915. je diplomirala na učiteljskoj školi te se je zaposlila u osnovnoj školi. Od 1927. je bila članicom katoličke orlovske organizacije. Nakon uvođenja Šestosiječanjske diktature velikosrpske hegemonističke vlasti zabranile su orlovstvo. Tad se osniva križarstvo, a 1930. sestra Suradnica Krista Kralja Marica Stanković osnovala je Veliko križarsko sestrinstvo na čijem je čelu bila do raspuštanja organizacije 1946. godine. Zamjenica joj je postala Vlasta Arnold.
Surađivala s Jerolimom Malinarom u katoličkim karitativnim i skrbiteljskim organizacijama.
Više desetljeća jugoslavenskog velikosrpsko-monarhofašističkog terora nad Hrvatima imalo je za posljedicu da je jedva dočekala stvaranje hrvatske države, makar i pod Osovinom. Kad je stvorena nova hrvatska država 1941. pod okriljem Osovine, pristupila je novom političkom pokretu, što je tad bila sveopća praksa hrvatskih stanovnika, jer je obnova hrvatske države oduševila narod, te je Vlasta Arnold, kao što je u ono vrijeme napravio poveliki dio građana Hrvatske i katolika, stupila u taj pokret koji je onda bio hrvatska politička stranka, jer su onda to doživjeli kao stranku koja je pokret za Hrvatsku. Taj je početni zanos ovom novom slobodnom Hrvatskom ubrzo splasnuo kad se doznalo da je sloboda plaćena ustupanjem hrvatskog priobalja i otoka Italiji, da je neovisnost samo na papiru jer Hrvatsku drži pola fašistička Italija, a pola Treći Reich, a sami Hrvati ne mogu ništa napraviti bez njihovog odobrenja, i što je još gore bilo, morali su sprovoditi sve što zapovijede osovinski gospodari jer svaki je pogovor ili protivljenje značilo ugrozu vlastitog života.
Svibnja 1942. Irena Javor izabrala je Vlastu Arnold te Mandicu Lučić, Silvu Radej, Đurđicu Vitković za dužnosti u svezi sa zagrebačkim taborima. Kolovoza 1943. Javor ju je izabrala za zamjenicu. Irena Javor bila je na čelu Ženske loze ustaškog pokreta, a Arnold joj je bila zamjenica. Zadaće tih žena bili su mobilizacija i organizacija djevojčica i žena u ustaškom pokretu, te širenje ustaške propagande u dnevnom tisku.
Vlasta je tijekom rata vodila katoličke djevojačke organizacije. Po završetku rata i slomom NDH završila je u jugokomunističkom logoru, gdje su ju mučili i zlostavljali. Preživjela je još desetak godina a onda je umrla od posljedica zlostavljanja, kao hrvatska mučenica i žrtva jugokomunista.